# Karl Christian Eberhard Ehmann

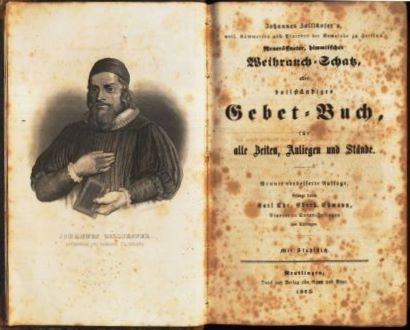
„Johannes Zollikofer's, Neueröffneter, himmlischer Weihrauch-Schatz, oder vollständiges Gebet-Buch, für alle Zeiten, Anliegen und Stände. Neunte verbesserte Auflage, besorgt durch Karl Chr. Eberh. Ehmann, Pfarrer in Unter-Jesingen bei Tübingen. Johannes Zollikofer, Pfarrer und Kämmerer zu Herisau.“ Rupp und Baur, Reutlingen, 1865.

Karl Christian Eberhard Ehmann (* 24. Januar 1808 in Degerschlacht bei Reutlingen; † 10. Februar 1879 in Kirchentellinsfurt bei Tübingen) war ein württembergischer lutherischer Pfarrer.

## Leben und Wirken
Karl Christian Eberhard Ehmann war ein Sohn des Pfarrers Johann Christian Ehmann (1771–1849). Nach dem Studium der Theologie wurde er ab 1852 Pfarrer in Unterjesingen bei Tübingen und ab 1875 Pfarrer in Kirchentellinsfurt bei Tübingen. 
Er war Herausgeber mehrerer Bücher, insbesondere von Johann Friedrich Starks Morgen- und Abend-Andachten frommer Christen für alle Tage im Jahr, die anschließend in vielen Neuausgaben immer wieder aufgelegt wurden. Seine Grabstätte ist nicht erhalten.

## Schriften (Auswahl)
- Die Reform des allgemeinen Kirchengesangs in Würtemberg: mit besonderer Rücksicht auf die neueren Ansichten der beiden HH. Diakonen: Palmer in Marbach und Hauber in Nürtingen. Mäcken, Reutlingen 1840.
- zusammen mit Gottlieb Friedrich Harttmann: Karl Fr. Harttmann, ein Charakterbild aus der Geschichte des christlichen Lebens in Süddeutschland. Osiander, Tübingen 1861 (Digitalisat).